# Bertín Osborne
Pour les articles homonymes, voir Osborne.
Norberto Juan Ortiz Osborne, né à Madrid le 7 décembre 1954,, connu sous le nom de Bertín Osborne, est un aristocrate, présentateur, chanteur, acteur et chef d'entreprise espagnol.

## Biographie
Né à Madrid et issu d'une famille aristocratique espagnole, il est le fils aîné, et unique garçon, d'Enrique Ortiz López-Valdemoro (1928), VIIIe comte de Donadío de Casasola, VIIe comte de las Navas, et de son épouse María Teresa Osborne Marenco (1925 - Madrid, 13 octobre 1991), petite-fille paternelle du IIe comte d'Osborne. Il a trois sœurs, María Teresa Ortiz Osborne, VIIIe comtesse des Navas (depuis le 30 décembre 1994), Marta Ortiz Osborne et María de la Luz Ortiz Osborne. Il a passé une partie de son enfance à Villanueva de los Infantes dans la province de Ciudad Real, dans une propriété qui bordait celle de son oncle-cousin, le VIe duc de San Fernando de Quiroga Grande de España de première classe, Jaime Melgarejo Osborne.
Il a étudié chez les jésuites de Chamartín, dans le pensionnat San José de Campillos (Málaga) ainsi que dans le collège Alfonso XII de San Lorenzo de El Escorial. Il a fait des études d'ingénierie-agronome à Valladolid, bien qu'il ait abandonné les études et qu'il ait quitté sa maison par la suite. Peu de temps après, vers 1970, il commence à chanter dans des boîtes de nuit, plus par passe-temps que par besoin. En même temps, il effectue toutes sortes de métiers : courtier immobilier, agent d'assurances et représentant immobilier.
Le 10 juin 2006, il se remarie avec la vénézuélienne Fabiola Martínez Benavides (28 décembre 1972), avec qui a deux fils : Norberto Enrique Ortiz Martínez, né le 31 janvier 2007 et le 20 novembre 2008 son sixième et dernier fils, Carlos Alberto Ortiz Martínez.
En 2021, Bertín Osborne se sépare de sa femme Fabiola Martinez.

### Musique
Sa première performance musicale remonte à 1971, durant le Festival de la Canción de El Escorial. C'est seulement en 1980 qu'il signe son premier contrat afin d'enregistrer un disque, qui obtient un grand succès en 1981, avec des thèmes comme Amor mediterráneo, Tú, solo tú, composés et produits par Danilo Vaona, Perdóname, du compositeur Camilo Sesto, Qué nos pasa esta mañana, du compositeur Juan Carlos Calderón, et Adiós Lucia. Un an après, il enregistre Como un vagabundo, son second LP dirigé et produit par Danilo Vaona.
En 1983, il participe au Festival de Sanremo, ce dernier ayant pour thème Eterna Malattia. Parmi ses derniers travaux figure Sabor a México, où il rend hommage aux rancheras.

### Télévision
Il commence sa carrière comme interprète dans un feuilleton au Mexique appelé Amor de nadie aux côtés de Lucía Méndez. À son retour en Espagne, en 1992, la chaîne Telecinco lui fait présenter un espace nocturne de rendez-vous de couples intitulé Contacto con tacto, avec un contenu considéré de haut niveau érotique, pour l'époque. À partir de ce moment, il devient un des présentateurs les plus populaires de la télévision espagnole.
Après son expérience sur Telecinco, en 1994 il est embauché par Antena 3, où il travaille huit ans, pour divers programmes, dont le concours musical Lluvia de estrellas et sa version enfantine Menudas estrellas, le programme enfantin, Esos locos bajitos et le concours Trato hecto, dans lequel les participants peuvent gagner de l'argent ou quelque autre surprise en fonction de choix en direct.
Il présente également, le programme consacré aux animaux Ankawa sur Televisión Española (2005 à 2006).
De 2007 à 2009, il travaille à FORTA. Il présente aussi le concours Grand Prix, avec Cristina Urgel et la chanteuse Natalia, émis sur les télévisions régionales des éditions de 2007, 2008 et 2009.
En 2009, il présente le concours de talents Un beso y une flor sur Canal 9.
De 2010 à 2012, il travaille sur Intereconomía TV. En février 2010, il participe au programme El gato al agua, d'Antonio Jiménez. Il présente deux programmes pendant la saison, Bertiniños et Noche de bodas. Lors de la saison 2010-2011, il commence une nouvelle aventure professionnelle en présentant un programme de nature sociale Un granito de arena. 

### Vie personnelle
Il se marie à Sandra Domecq Williams (familièrement connue comme Sandra), qui lui donne quatre enfants : Cristian (mort un mois après la naissance), Alejandra, Eugenia et Claudia. Il a sept petit-enfants : Santiago, Fausto et Valentina (enfants d'Alejandra) et Juan, Sandra, Letitia (jumelle de Sandra, morte une semaine après la naissance) et Tristan (enfants d'Eugenia),. Il se remarie en 2006 avec Fabiola Martínez Benavides (28 décembre 1972), une top-modèle vénézuélienne (Miss Zulia 1993 au concours Miss Venezuela) vingt ans plus jeune que lui, et avec qui il a deux fils. Le premier, Kike, né prématurément et affecté par une grave lésion cérébrale due à une infection intra-utérine, elle-même provoquée par la bactérie Listeria. Le 29 avril 2008, pendant la présentation de Va par ellos, il annonce qu'ils attendent son deuxième fils avec Fabiola. Le 20 novembre 2008 naît Carlos.
Il est l'héritier du noble titre de comte de Donadío de Casasola.
En 2003, il est condamné à un an de prison et à une amende de 2,4 millions d'euros pour fraude fiscale,,.
Mi-2009, il crée une fondation à son nom destinée à orienter et à informer les autres familles, qui ont des enfants souffrant de lésions cérébrales, dans le cadre de thérapies artisanales et moins conventionnelles sans fondement scientifique prouvé.
Il est cité dans l'affaire des Panama Papers en avril 2016.

## Discographie
- Amor mediterráneo (1981).
- Como un vagabundo (1982).
- Tal como soy (1984).
- Buena suerte (1985).
- Dos corazones y un destin (1986).
- Vida o castigo (1988).
- Acuérdate de mí (1990).
- Qué nos pasa esta mañana (1991).
- En soledad (1992).
- Quiero star contigu (1993).
- Tú me acostumbraste (1994).
- Sus singles para Hispavox (1998).
- Mayor de edad. 30 Grandes Éxitos (2000).
- Lo mejor de Bertín Osborne (2000).
- Sabor a México (2000).
- Mis recuerdos (2002).
- Todo lo mejor de Bertín Osborne (2003).
- 15 de colección (2004).
- Bandits América (2004)
- Algo contigo (2005).
- 20 canciones de oro (2007).
- Va por ellos (2008).
- A mi matera (2012)[13].
- Corazón ranchero (2013).
- Crooner (2015).
- Va por ellas (2016).
- Yo debí enamorarme de tu madré (2018).
- 40 años son pocos (2021)

## À la télévision

### Comme présentateur
- Contacto con tacto (1992-1994), sur Telecinco.
- Veraneando (1993), sur Telecinco.
- La batalla de las estrellas (1993-1994), sur Telecinco.
- Scavengers (1994), sur Antena 3.
- Genio y figura (1995), sur Antena 3.
- Lluvia de estrellas (1995-2001), sur Antena 3.
- Menuisa estrellas (1995-2001), sur Antena 3.
- La cara divertida (1997), sur Antena 3.
- Trato hecho (1999-2002), sur Antena 3.
- La mujer 10 (2001), sur Antena 3.
- Verano noche (2002), sur Antena 3.
- Cada día (2004), sur Antena 3.
- Ankawa (2005-2006), sur TVE.
- Ven a Triunfar, sur 7 Región de Murcia.
- Grand Prix (2007-2009), sur certaines chaînes de FORTA.
- Esta canción va por ti (2009), sur Canal Sur.
- Un Beso y Una Flor (2009), sur Canal 9.
- BertiNiños (2010), sur Intereconomía Télévision et Interpop Radio.
- Noche de bodas (2010), sur Intereconomía Télévision.
- Un granito de arena (2010), sur Intereconomía Televisión.
- Un tiempo nuevo (2014) sur Telecinco, Collaborateur
- En tu casa o en la mía (2015-2016), sur TVE, Présentateur.
- Mi casa es la tua (2016-présent) sur Telecinco, Présentateur.
- Mi casa es la vuestra (2018-présent) sur Telecinco, Présentateur.

### Comme acteur (feuilletons au Mexique)
- Amor de nadir (1990).
- Alondra (1995).
- Humor al arte (2015).

## Prix
- Récompensé d'un prix par la Fundación Randstad pour son soutien à l'inclusion[14].
- Antena de Ora (2011), (2017)[15].